# روموالداس موراوسكاس
سيرجي شيربكوف (20 يوليو 1918 – 27 يناير 1994) هو ملاكم من الاتحاد السوفيتي راحل، مثّل بلاده في الألعاب الأولمبية الصيفية 1952 وحقق الميدالية البرونزية في فئة الوزن الثقيل الخفيف.

## روابط خارجية
روموالداس موراوسكاس على موقع أوليمبيديا (الإنجليزية)